# ATMOS 2000
ATMOS 2000 ist eine selbstfahrende, leicht gepanzerte Haubitze im Kaliber 155 mm aus Israel. ATMOS steht für Autonomous Truck Mounted howitzer System, deutsch Autonomes LKW-Haubitzen-System.

## Entwicklung
Die ATMOS 2000 wurde in den 1990er-Jahren von Soltam Systems (Teil von Elbit Systems) für den Exportmarkt entwickelt. Nach dem Ende des Kalten Krieges vollzogen verschiedene Armeen eine Abkehr von den traditionellen Artillerie-Selbstfahrlafetten auf Kettenfahrgestellen. Auf Grund dessen entschied sich Soltam für die Konstruktion auf Basis eines Lastkraftwagens, welche dasselbe Aufgabenspektrum auf dem Schlachtfeld abdecken sollte. Das neue Artilleriesystem sollte mobil und präzise sein sowie geringe Betriebs- und Anschaffungskosten aufweisen. Bei der Entwicklung ging Soltam eine Kooperation mit verschiedenen Unternehmen ein, darunter die tschechische Tatra Trucks und die französische Sagem. Erstmals wurde ATMOS 2000 im Jahr 1999 erwähnt und im Jahr 2001 wurde es erstmals der Öffentlichkeit vorgestellt.

## Technik
Das Artilleriesystem ATMOS 2000 besteht aus einer auf einem Lkw installierten 155-mm-Kanonenhaubitze. In dem Fahrzeug sind sämtliche Systeme für den Verbund- oder autonomen Einsatz untergebracht. ATMOS 2000 kann in einer C-130 oder einem Airbus A400M luftverlastet werden.

## Fahrzeug
Das Basisfahrzeug hat eine leicht gepanzerten Mannschaftskabine im vorderen Bereich und einer Pritsche im hinteren Bereich, wo sich die Kanonenhaubitze befindet. Das Fahrzeug wurde als modulares Produkt entwickelt, wodurch es möglich ist, Kanonenhaubitzen verschiedener Bauart und Kaliber auf der Pritsche zu montieren oder die Kanonenhaubitze auf unterschiedliche Fahrgestelle gemäß der Anforderungen der Kunden zu setzen. Das Geschütz ist in der Standardversion auf dem Tatra 815 (6×6) bzw. bei der Version für die rumänischen Streitkräfte auf dem Fahrgestell des ROMAN 26.360 DFAEG montiert. Weiter gibt es eine Version auf Basis des MAN HX (8×8).
Die Selbstfahrlafette ist hochmobil, jedoch ist nur das Führerhaus gegen leichte Splitter geschützt.
Die 6×6-Standardausführung der ATMOS 2000 erreicht auf der Straße eine maximale Fahrgeschwindigkeit von 80 km/h und hat eine Reichweite von rund 1000 km. Das Artilleriesystem ist geländegängig und kann Steigungen von 60 % überwinden. Die maximal zulässige Querneigung liegt bei 30 %. Das Fahrzeug kann Gewässer bis zu 1,4 m Tiefe und vertikale Hindernisse mit einer Höhe von 60 cm überwinden. Die Bodenfreiheit beträgt 40 cm.
Das Artilleriesystem kann aus voller Fahrt innerhalb weniger als einer Minute den Feuerkampf aufnehmen. Ebenso kann es nach Beendigung des Feuerauftrages innerhalb von 30 Sekunden die Stellung wieder verlassen. ATMOS 2000 kann autonom oder im Verbund mit anderen Geschützen in Batterien eingesetzt werden.

### Geschütz

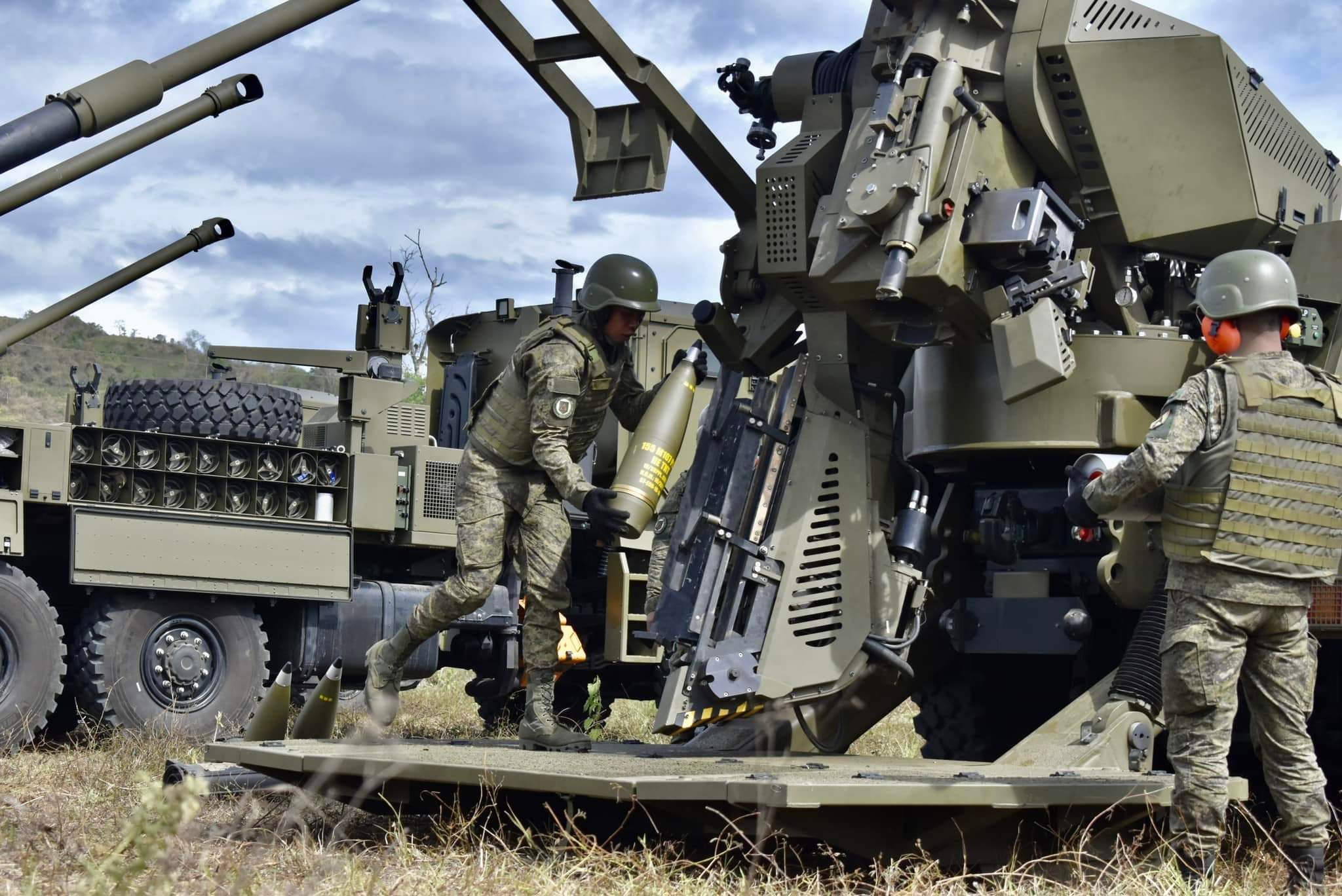
Ladevorrichtung für das Geschütz

Als Geschütz kommt eine abgeänderte Ausführung der 155-mm-Haubitze TIG-2000 von Soltam zum Einsatz. Dabei kann wahlweise ein Geschützrohr mit 39 (L/39), 45 (L/45) oder 52 (L/52) Kaliberlängen verwendet werden. Alle Geschütze erfüllen die Vorgaben des Joint Ballistic Memorandum of Understanding (JBMoU) der NATO. Das Geschützrohr besteht aus hochfestem Stahl. Die Ladungskammer hat ein Volumen von 16,85 Litern (L/39) oder 23,55 Litern (L/45 und L/52) und verfügt über einen horizontalen Keilverschluss. Bei der Rohrwiege sind am Geschützrohr zwei hydropneumatische Rohrbremsen und Rückholeinrichtungen montiert. Optional kann das Geschütz mit einem halbautomatischen Ladesystem ausgerüstet werden. Diese Ladeautomatik führt die Geschosse zu und setzt sie im Rohr an. Danach werden die Treibladungen und Treibladungsanzünder geladen und zugeführt. Der Seitenrichtbereich beträgt in der Fahrtrichtung ±25°. Der Höhenrichtbereich liegt bei −3° bis +66°. Am Fahrzeugheck werden vor der Schussabgabe zwei Erdsporne abgesenkt, welche die Rückstoßkraft in das Erdreich ableiten. Zusätzlich wird der Rückstoß durch eine Einkammer-Mündungsbremse gemindert.
An Bord des Fahrzeuges können je nach Version 18–27 Geschosse Bereitschaftsmunition und die dazugehörigen Treibladungen transportiert werden. Mit der automatischen Ladevorrichtung können innerhalb von rund 17 Sekunden 3 Schuss abgefeuert werden. Für anhaltendes Feuer ist eine Schussfolge von 4–9 Schuss pro Minute möglich. Daneben kann das Artilleriesystem 5 Geschosse nacheinander so abfeuern, dass alle Geschosse gleichzeitig im Ziel eintreffen (MRSI).

### Munition
Die ATMOS 2000 verwendet getrennt geladene Munition mit variablen Treibladungsbeuteln (Zonenladungen). Das heißt, das Geschoss und die Treibladung werden nacheinander geladen. Die ATMOS kann die gesamte 155-mm-NATO-Munition verschießen. Mit der von Elbit Systems und der auf dem internationalen Markt erhältlichen Munition werden folgende Schussdistanzen erreicht:
| Name         | Geschosstyp                                      | Füllung         | Schussdistanz L/39 | Schussdistanz L/45 | Schussdistanz L/52 |
| ------------ | ------------------------------------------------ | --------------- | ------------------ | ------------------ | ------------------ |
| M107         | Sprenggranate                                    | 6,6 kg TNT      | 21,9 km            | 24,0 km            | 24,5 km            |
| M56 / Mk. 56 | Sprenggranate                                    | 8,9 kg TNT/RDX  | 23,5 km            | 25,8 km            | 26,0 km            |
| L15          | Sprenggranate mit Hohlboden                      | 11,3 kg TNT     | 24,7 km            | 27,5 km            | 30,0 km            |
| M383         | Sprenggranate (Vorfragmentiert)                  | TNT             | 21,5 km            | 23,5 km            | 25,0 km            |
| M395         | Cargogeschoss                                    | 63 M85-Bomblets | 23,0 km            | 30,7 km            | unbekannt          |
| M396         | Cargogeschoss mit Base Bleed                     | 49 M85-Bomblets | 30,0 km            | 33,0 km            | 36,1 km            |
| ERFB-BB      | Extended-Range-Full-Bore-Geschoss mit Base Bleed | 8,6 kg TNT      | 28,0 km            | 39,0 km            | 41,0 km            |
| M481 HEER BT | Sprenggranate mit Hohlboden                      | 10,5 kg TNT/RDX | 24,0 km            | 30,0 km            | 32,0 km            |
| M401 HEER BB | Sprenggranate mit Base Bleed                     | 9,9 kg TNT/RDX  | 30,0 km            | 38,0 km            | 40,0 km            |

## Varianten

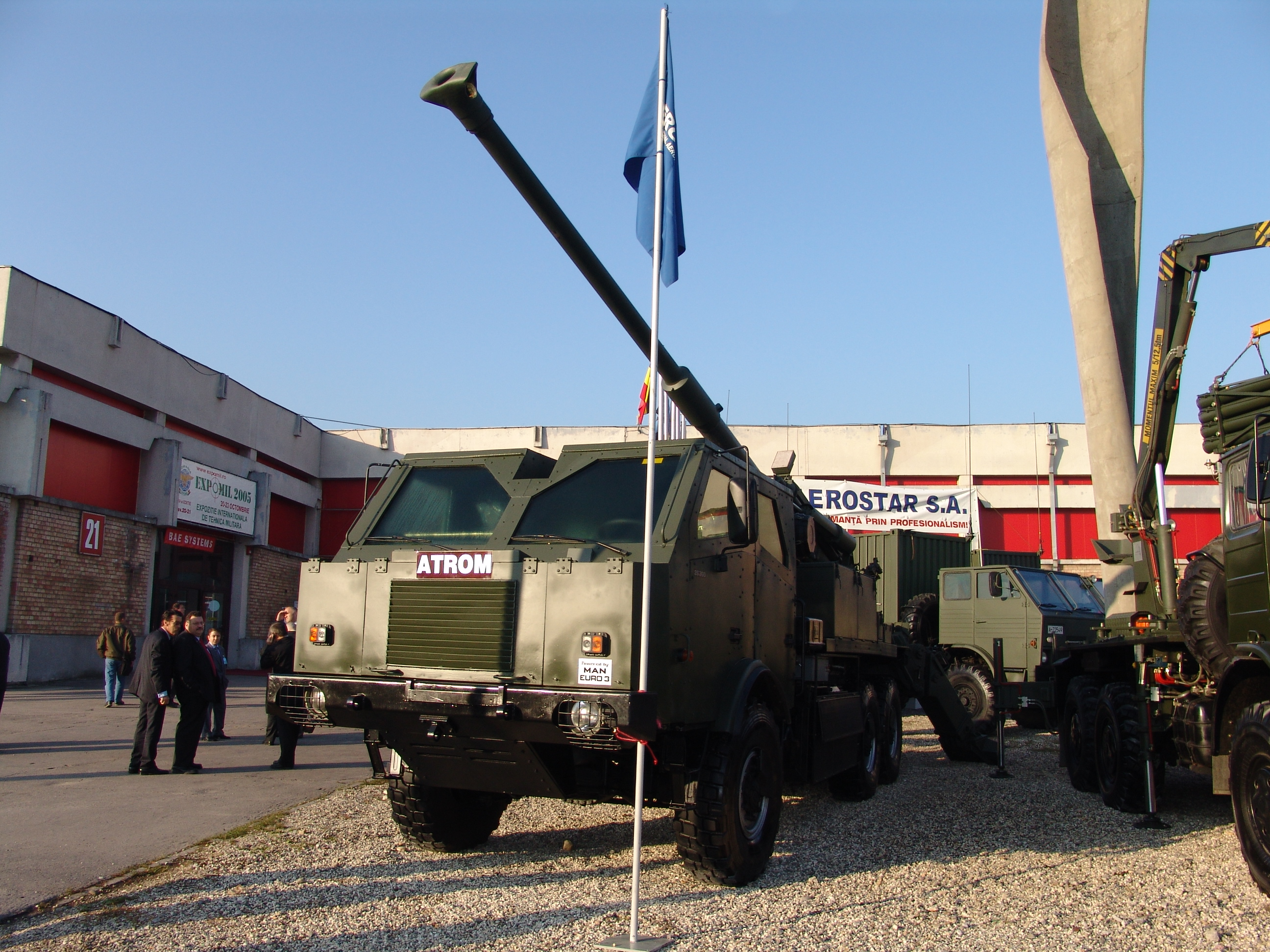
ATROM im Jahr 2005

- ATMOS 2000: Ausgerüstet mit einer 155-mm-Haubitze L/39, L/45 oder L/52 von Soltam
- ATMOS 2000 D-30: Sowjetische 122-mm-Haubitze D-30 auf Tatra-8×8-LKW-Fahrgestell.[10]
- ATMOS 2000 M-46: Sowjetische 130-mm-Kanone M-46 auf Tatra-6×6-LKW-Fahrgestell.[10]
- ATROM: 155-mm-Geschütz von Soltam auf Basis eines ROMAN-6×6-LKW des Typs 26.360 DFAEG.[10]
- AHS Kryl: 155-mm-Geschütz von Soltam auf Basis eines Jelcz 663.32-6×6-LKW.
- Weitere Fahrzeuge mit der Radformel 6×6 oder 8×8 mit 152-mm- oder 155-mm-Geschützen sind je nach Auftraggeber erhältlich.[10]

## Nutzer
- Argentinien – 36 Fahrzeuge im Jahr 2024 bestellt.[11]
- Aserbaidschan – 5 Fahrzeuge bis 2010 beschafft.[4]
- Botswana – 12 Fahrzeuge.[12][13]
- Brasilien – 36 Fahrzeuge im Jahr 2024 bestellt.[14]
- Dänemark – 19 Fahrzeuge als Ersatz für die an die Ukraine abgegebenen CAESAR im Jahr 2023 für 252 Mio. US-Dollar bestellt.[15]
- Kamerun – 18 Fahrzeuge.[4]
- Kolumbien – 18 Fahrzeuge im Jahr 2023 bestellt.[16]
- Philippinen –12 ATMOS 2000 im Jahr 2020 bestellt.[17]
- Ruanda – 5 Fahrzeuge.[12][18]
- Rumänien – 3 Prototypen der Ausführung ATROM.[12]
- Sambia – 6 Fahrzeuge, die mit M-46-Haubitzen versehen sind.[12][19]
- Thailand – 44 Fahrzeuge die z. T. in Lizenz hergestellt wurden. Lokale Bezeichnung M758 ATMG.[4][12]
- Uganda – 6 Fahrzeuge bis 2008 beschafft.[4][12]